# Parque Natural Monte Aloya

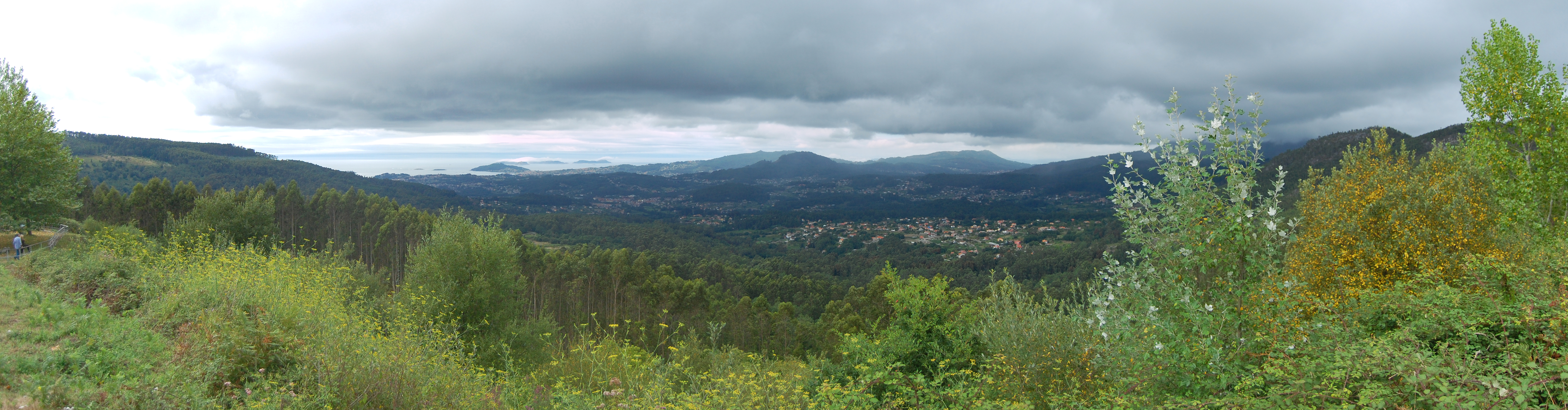
Monte Aloia

Der Parque Natural Monte Aloya (Galicisch: „Monte Aloia“) ist seit 1935 bzw. 1978 ein Naturschutzgebiet  in Galicien im äußersten Nordwesten Spaniens an der Grenze zu Portugal, südlich von Vigo, um den Berggipfel des Monte Aloya/Aloia, mit historischen, ethnographischen, botanischen und geologischen Sehenswürdigkeiten. Es umfasst eine Fläche von 746 ha.